# Juan Brüggen Messtorff
Pour les articles homonymes, voir Bruggen (homonymie).
Juan Brüggen Messtorff né le 25 avril 1887 à Lübeck (Empire allemand) et mort le 7 mars 1953 à Santiago du Chili, est un géologue allemand.

## Biographie
Répondant favorablement à la demande du gouvernement chilien,  Johannes Brüggen Messtorff arrive en 1911 au Chili afin d’explorer les gisements de charbon dans la région d'Arauco près de Concepción. Il sera ensuite professeur en géologie et en minéralogie à l’universite du Chili et à l’institut militaire géographique du Chili (Instituto Geográfico Militar (IGM)).
Il est connu au Chili pour ses deux ouvrages Fundamentos de la geología de Chile et Informe geológico sobre el agua subterránea de la región de Calama.